# مایکل کامرون
مایکل کامرون (انگلیسی: Michelle Cameron؛ زادهٔ ۲۸ دسامبر ۱۹۶۲) شناگر موزون اهل کانادا بود.
وی در مسابقات کشوری و بین‌المللی در مجموع برندهٔ ۴ مدال طلا شده‌است.